# Moebelotinus
Moebelotinus Wunderlich, 1995 è un genere di ragni appartenente alla famiglia Linyphiidae.

## Distribuzione
L'unica specie oggi attribuita a questo genere è stata reperita nella Russia asiatica (Territorio della Transbajkalia) e in Mongolia.

## Tassonomia
Le caratteristiche di questo genere sono state evinte dallo studio degli esemplari della specie tipo Panamomops transbaikalicus Eskov, 1989.
A dicembre 2011, si compone di una specie:
- Moebelotinus transbaikalicus (Eskov, 1989)[3] — Russia, Mongolia